# Emo
El emo es también un estilo de música rock caracterizado por un énfasis en la expresión emocional, a veces a través de letras confesionales. Surgió como un estilo del post-hardcore desde el movimiento punk hardcore en Washington, D.C de mediados de la década de 1980, donde se conocía como hardcore emocional o emocore y fue pionero en bandas como Rites of Spring y Embrace. A principios de la década de 1990, el emo fue adoptado y reinventado por bandas de rock alternativo, indie rock y pop punk como Sunny Day Real Estate, Jawbreaker, Weezer, con Weezer irrumpiendo en la corriente principal durante este tiempo. A mediados de la década de 1990, bandas como Braid, the Promise Ring y the Get Up Kids surgieron de la floreciente escena emo del Medio Oeste, y varios sellos discográficos independientes comenzaron a especializarse en el género. Mientras tanto, también surgió screamo, un estilo de emo más agresivo que usaba voces chilladas, liderado por las bandas de San Diego Heroin y Antioch Arrow.
A menudo visto como una subcultura, emo también significa una relación específica entre fanes y artistas y ciertos aspectos de la moda, la cultura y el comportamiento. La moda emo ha sido asociada con jeans ajustados; camisetas apretadas con nombres de bandas; cinturones tachonados; y pelo plano, liso, negro azabache con flequillo largo. Los fanáticos de la música emo que se visten así se conocen como "emo kids" o "emos". Los emos son conocidos por escuchar bandas como My Chemical Romance, Hawthorne Heights, The Used y AFI. La subcultura emo está asociada estereotípicamente con la emoción, la sensibilidad, la misantropía, la timidez, la introversión y la angustia, así como con la depresión, la autolesión y el suicidio. Su rápido aumento de popularidad a principios de la década de 2000 inspiró una reacción violenta, con bandas como My Chemical Romance y Panic! at the Disco, rechazando la etiqueta emo debido al estigma social y la controversia que la rodea.
El emo ingresó a la cultura mainstream a principios de la década de 2000 con el éxito de Bandas como My Chemical Romance, AFI, Fall Out Boy y Red Jumpsuit Apparatus continuaron la popularidad del género durante el resto de la década. A principios de la década de 2010, la popularidad del emo disminuyó, y algunos grupos cambiaron su sonido y otros se disolvieron. Mientras tanto, sin embargo, surgió un renacimiento de emo principalmente underground, con bandas como The World Is a Beautiful Place and I am No Longer Afraid to Die y Modern Baseball que se inspiraron en el sonido y la estética de los emo de la década de 1990.
El término emo es un apócope de emotive hardcore o emo-core y hace referencia a las letras de los grupos del género, caracterizadas por abordar, a diferencia del hardcore punk, temas más personales utilizando letras más introspectivas en sus composiciones, buscando de esta manera generar las mismas emociones en el oyente. Para lograr una mayor expresividad utilizan en su música cambios de ritmo y crescendos, combinando en una misma canción estallidos de furia heredados del hardcore, con sonidos más apacibles. Dependiendo del estilo de cada banda, el sonido mencionado puede variar, agregando o quitando gritos en favor de voces limpias, siendo más o menos caóticas, o aspirando a un sonido más o menos oscuro.

## Características
El emo se originó del hardcore punk y se le considera una variante de post-hardcore. No obstante, también se le ha considerado una forma de rock alternativo, indie rock, punk y pop punk. El emo usa la dinámica de la guitarra que usa tanto la suavidad como el volumen de la música punk rock. Algunos emo usan características de música progresiva con el uso de guitarras complejas, estructuras de canciones poco ortodoxas y cambios dinámicos extremos. Las letras, un enfoque en la música emo, son típicamente emocionales y a menudo personales o confesionales, y tratan temas como el amor no correspondido, el odio a sí mismo, el dolor, la inseguridad, los pensamientos suicidas, el amor y las relaciones. AllMusic describió las letras emo como "normalmente poesía de libre asociación o confesiones íntimas". Las primeras bandas de emo eran bandas de punk hardcore que usaban melodías y letras emocionales o introspectivas y que eran menos estructuradas que el punk hardcore regular, lo que hacía que las bandas de emo iniciales fueran diferentes de las estructuras de agresión, enojo y estrofas de hardcore punk regular. Según AllMusic, la mayoría de las bandas emo de la década de 1990 "tomaron prestadas de una combinación de Fugazi, Sunny Day Real Estate y Weezer". The New York Times describió el emo como "punk emocional o post-hardcore o pop-punk. Es decir, punk que desgasta su corazón en la manga e intenta un poco de ternura para ayudar a su ataque sónico. Si eso ayuda, imagina a Ricky Nelson cantando los Sex Pistols". El autor Matt Diehl llamó a emo una "interpolación más sensible de la misión del punk". Según Merriam-Webster, el emo es "un estilo de música rock influenciado por el punk rock y con letras introspectivas y emocionalmente cargadas".

## Historia
Emo es un término del argot, en principio usado para describir la gama de las actitudes y de los estilos relacionados con la música emo, aunque este aspecto está cada vez más alejado de la acepción que esta palabra ha tomado en el lenguaje. Como adjetivo, “emo” puede describir un estilo de comportamiento o un estado general de infelicidad o melancolía. Es un estilo de vida que la gente adopta; en especial las personas jóvenes.A lo largo de su historia, el emo ha pasado por varias etapas.
A finales de la década de 1980  el término emo se utilizaba para calificar a las bandas de la escena musical underground de Washington D. C. como Rites of Spring y Embrace, entre otras. A mediados de los años 1990, el género adoptó los patrones sonoros creados por Sunny Day Real Estate. Hoy en día, el término es erróneamente utilizado para etiquetar bandas de diversos estilos como el pop punk, el post-hardcore e incluso el metalcore. Aunque usualmente, el emo se está asociando a una nueva resurgimiento de bandas Indie Rock nacidas a fines de la década del 2000, que siguen el sonido clásico del emo de la década de 1990 entre el noreste y el centro de Estados Unidos.
Las bandas más populares usualmente catalogadas dentro de este estilo musical son Dashboard Confessional, American Football, Mineral, The Academy Is..., Penfold, Texas Is The Reason, Senses Fail, entre otros. Para la nueva vertiente del emo se suman Brave Bird, Dowsing, Free Throw, Empire! Empire! (I Was a Lonely Estate), Joie de Vivre, Football, Etc., Annabel, Snowing e Into It. Over It., entre otros.
Como consecuencia del cambio sustancial y la poca relación entre el sonido de las bandas de la escena emo-core de los años 1980 e inicios de los años 1990 con el de las bandas actualmente etiquetadas dentro del género, se han generado dos vertientes en el uso del término "emo". Mientras unos afirman que el género desapareció a fines de la década de 1990 (Junto con el álbum Clarity de Jimmy Eat World), otros aceptan su uso para catalogar el estilo de diversas bandas de la escena popular.

### 1984-1991: orígenes

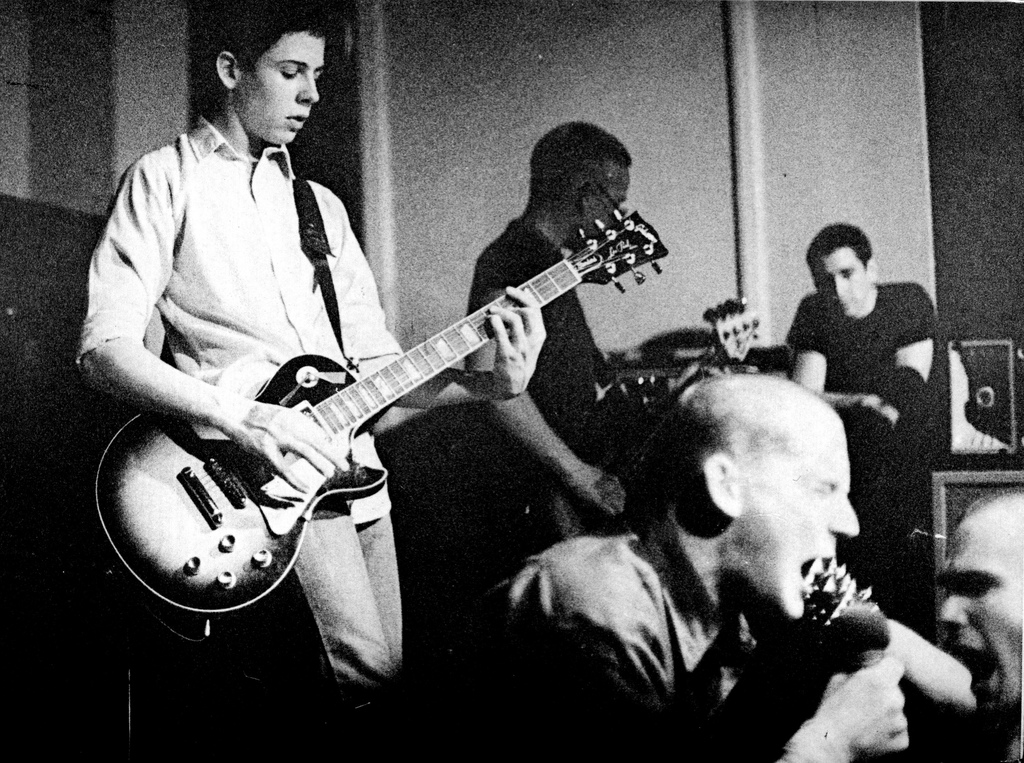
La banda de hardcore punk Minor Threat en 1981

El emo, que comenzó como un subgénero post-hardcore, fue parte de la escena hardcore punk de los años 1980 en Washington D. C. como algo diferente de la parte violenta de la escena hardcore de Washington, D.C. El fan de Minor Threat Guy Picciotto formó Rites of Spring en 1984, utilizando el estilo musical del hardcore punk y combinando el estilo musical con guitarras melódicas, ritmos variados y letras personales y emocionales. Muchos de los temas de la banda, incluyendo la nostalgia, la amargura romántica y la desesperación poética, se convirtieron en tropos familiares de la música emo posterior. Sus actuaciones fueron públicas, purgas emocionales donde los miembros de la audiencia a veces lloraban. Ian MacKaye de Minor Threat se convirtió en fan de Rites of Spring (grabando su único álbum y siendo su roadie) y formó la banda emo Embrace, que exploró temas similares de auto-búsqueda y liberación emocional. Bandas similares siguieron en relación con el "Revolución de verano" de 1985, un intento de los miembros de la escena de Washington para romper con las características habituales del hardcore punk a un estilo hardcore punk con diferentes características. Bandas como Gray Matter, Beefeater, Fire Party, Dag Nasty, Soulside y Kingface se asociaron con el movimiento.
Aunque los orígenes de la palabra "emo" son inciertos, la evidencia muestra que la palabra "emo" se acuñó a mediados de la década de 1980, específicamente 1985. Según Andy Greenwald, autor de Nothing Feels Good: Punk Rock, Teenagers, and Emo, "los orígenes del término 'emo' están envueltos en misterio... pero primero llegó a la práctica común en 1985. Si Minor Threat era hardcore, entonces Rites of Spring, con su enfoque alterado, era hardcore emocional o emocore". Michael Azerrad, autor de Our Band Could Be Your Life, también remonta los orígenes de la palabra a mediados de los años 80: "el estilo pronto fue apodado 'emo-core', un término que todos los involucrados odiaban amargamente". MacKaye lo remonta a 1985, atribuyéndolo a un artículo en la revista Thrasher que se refiere a Embrace y otras bandas de Washington D. C. como "emo-core" (que llamó "la cosa más estúpida que he escuchado en toda mi vida"). Otras cuentas atribuyen la palabra a un miembro de la audiencia en un espectáculo de Embrace, que gritó como un insulto que la banda era "emocore". Otros han dicho que MacKaye acuñó la palabra cuando la usó burlonamente en una revista, o que se originó con Rites of Spring. La etiqueta "emocore" se extendió rápidamente a través de la escena DC punk, y se asoció con muchas bandas asociadas con Dischord Records de Ian MacKaye. Aunque muchas de las bandas rechazaron el término, se mantuvo. Jenny Toomey recordó: "las únicas personas que lo usaron al principio fueron las que estaban celosas de cuán grande y fanática era la escena. [Rites of Spring] existía mucho antes del término y lo odiaban. Pero estaba ese extraño momento, como cuando la gente comenzó a llamar música 'grunge', cuando usabas el término aunque lo odiabas". La escena emo de Washington D. C. duró solo unos pocos años, y en 1986, la mayoría de las bandas principales de emo (incluyendo Rites of Spring, Embrace, Gray Matter y Beefeater) se habían separado. Sin embargo, sus ideas y su estética se extendieron rápidamente por todo el país a través de una red de revistas caseras, discos de vinilo y rumores. Según Greenwald, la escena de Washington D. C. creó las bases para las siguientes encarnaciones de emo:

Lo que sucedió en D.C. a mediados de los años ochenta —el cambio de la ira a la acción, de la ira extrovertida a la agitación interna, de una masa individualizada a una masa de individuos— fue en muchos sentidos un caso de prueba para la transformación de la escena punk nacional durante las próximas dos décadas. Las imágenes, el poder de la música, la manera en que las personas respondieron y la forma en que las bandas se apagaron en lugar de desvanecerse, todo tiene su origen en las primeras actuaciones de Rites of Spring. Las raíces del emo fueron establecidas, aunque involuntariamente, por cincuenta o más personas en la capital de la nación. Y de alguna manera, nunca fue tan bueno y seguramente nunca más puro. Ciertamente, la escena de Washington fue la única vez que el "emocore" tuvo una definición de consenso como género.

### 1991-1994: reinvención

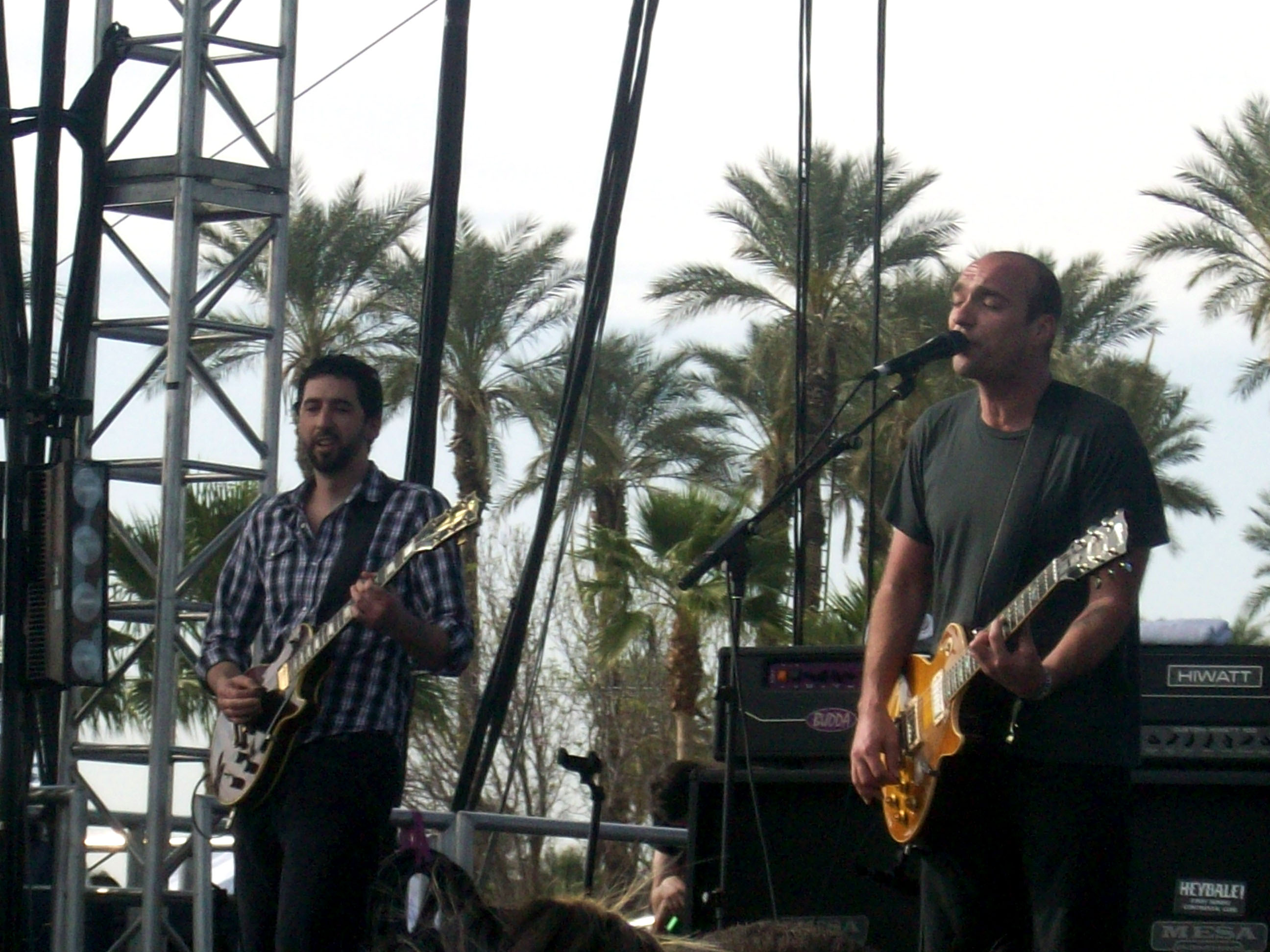
Sunny Day Real Estate actuando en 2010.

A medida que el movimiento emo de Washington D. C. se extendió por los Estados Unidos, las bandas locales comenzaron a emular su estilo. El emo combinó el fatalismo, la teatralidad y el aislamiento de The Smiths con la visión del mundo dramática e intransigente del punk hardcore. A pesar de la cantidad de bandas y la variedad de locales, la estética de emocore de finales de los años ochenta permaneció más o menos igual: "letras extravagantes sobre sentimientos vinculados a la música dramática pero decididamente punk". Durante la primera mitad de la década de 1990, varias bandas nuevas reinventaron el emo, haciendo que se convirtiera en un subgénero de géneros como el indie y el punk pop. Los principales fueron Jawbreaker y Sunny Day Real Estate, quienes inspiraron seguidores de culto, redefinieron el emo y lo acercaron un poco más a la corriente principal. A raíz del éxito de 1991 de Nevermind de Nirvana, la música underground y las subculturas fueron ampliamente notadas en los Estados Unidos. Surgieron nuevas redes de distribución, se codificaron rutas turísticas y se accedió a actos regionales e independientes en la escena nacional. Los jóvenes de todo el país se volvieron fanes de la música independiente, y la cultura punk se volvió mainstream.
Saliendo de finales de la década de 1980 y principios de la década de 1990 en la escena del punk rock de San Francisco y formándose en la ciudad de Nueva York, Jawbreaker combinó pop punk con letras emocionales y personales. El cantante y guitarrista Blake Schwarzenbach enfocó sus letras en temas personales inmediatos, a menudo tomados de su diario. A menudo oscuras y envueltas en metáforas, su relación con las preocupaciones de Schwarzenbach dio a sus palabras una amargura y frustración que las hizo universales y atractivas para el público. Schwarzenbach se convirtió en el primer ídolo emo, ya que los oyentes se relacionaban con el cantante incluso más que con sus canciones. El álbum de Jawbreaker de 1994, 24 Hour Revenge Therapy, fue popular entre los fanes y es una piedra de toque de los emo de mediados de la década de 1990. Aunque Jawbreaker firmó con Geffen Records y realizó una gira con las bandas mainstream Nirvana y Green Day, el álbum de Jawbreaker de 1995, Dear You, no logró el éxito comercial esperado. Jawbreaker se separó poco después, con Schwarzenbach formando la banda Jets to Brazil.
Sunny Day Real Estate se formó en Seattle en el auge del grunge de principios de la década de 1990. El video musical de "Seven", pista principal del álbum debut de la banda, Diary (1994), apareció en MTV, dando más atención a la banda. Otra banda emo que surgió al mismo tiempo fue Weezer en California, que también lanzó su álbum debut homónimo en 1994. También conocido como Blue Album, el álbum homónimo de Weezer fue certificado dos veces platino por la Recording Industry Association of America (RIAA) el 8 de agosto de 1995 y recibió la certificación de triple platino por la RIAA el 13 de noviembre de 1998. Desde agosto de 2009, el álbum homónimo de Weezer vendió al menos 3,3 millones de copias en los Estados Unidos. Según NME, el álbum debut de Weezer "prácticamente inventó el ala melódica del emo". Jimmy Eat World, una banda emo de Arizona, también surgió en este momento. Influenciado por bandas pop punk como the Mr. T Experience y Horace Pinker, Jimmy Eat World lanzó su álbum debut homónimo en 1994.

### 1994-1997: popularidad «underground»
Los movimientos punk e indie rock estadounidenses, que habían permanecido en gran parte underground desde principios de la década de 1980, se convirtieron en parte de la cultura mainstream a mediados de la década de 1990. Con el éxito de Nirvana, los principales sellos discográficos capitalizaron la popularidad del rock alternativo y otras músicas underground al firmar y promocionar bandas independientes. En 1994, el mismo año en que 24 Hour Revenge Therapy de Jawbreaker y Diary de Sunny Day Real Estate fueron lanzados, las bandas de punk rock Green Day y The Offspring irrumpieron en la corriente principal con el álbum de diamantes Dookie y el seis veces platino Smash, respectivamente. Después de que la música underground se fuera de la corriente mainstream, el emo se retiró y se reformó como una subcultura nacional en los años siguientes. Inspirado por Jawbreaker, Drive Like Jehu y Fugazi, el nuevo emo fue una mezcla de la pasión del hardcore punk y la inteligencia del indie-rock, con el poder del punk rock y la ética del do-it-yourself pero canciones más suaves, melodías más descuidadas y voces anhelantes.
Muchas bandas emo nuevas, como Cap'n Jazz, Braid, Christie Front Drive, Mineral, Jimmy Eat World, the Get Up Kids y the Promise Ring, se originaron en el centro de Estados Unidos. Muchas de las bandas tenían un estilo vocal y melodías de guitarra distintos, que más tarde se llamó emo del medio oeste. Según Andy Greenwald, "este fue el período en el que el emo ganó muchos, si no todos, los estereotipos que han perdurado hasta nuestros días: música universitaria impulsada por los guitarristas, excesivamente sensible, excesivamente inteligente, impulsada por niños". La banda emo Texas Is the Reason cerró la brecha entre el indie rock y emo en su vida útil de tres años en la costa este, fusionando las melodías de Sunny Day Real Estate y la musicalidad punk y cantando directamente al oyente. En Nueva Jersey, la banda Lifetime tocaba en los sótanos de los fanes. El álbum de Lifetime en 1995, Hello Bastards en Jade Tree Records, fusionó el hardcore punk con emo y evitó el cinismo y la ironía en favor de las canciones de amor. El álbum vendió decenas de miles de copias, y Lifetime allanó el camino para las bandas emo de Nueva Jersey y Long Island Brand New, Glassjaw, Midtown, The Movielife, My Chemical Romance, Saves the Day, Senses Fail, Taking Back Sunday y Thursday.

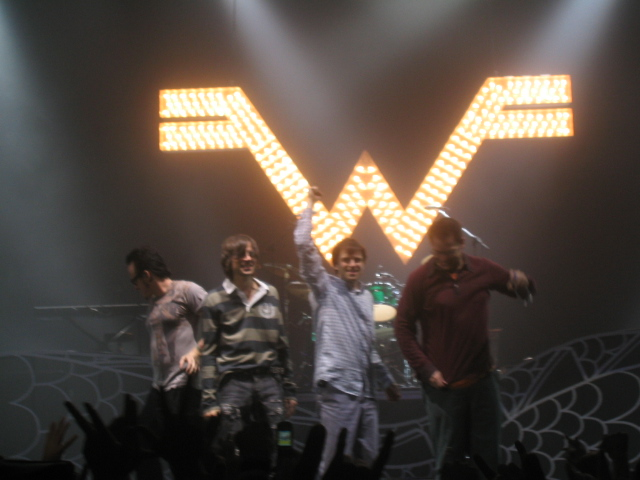
La banda Weezer (en la foto) lanzó el álbum Pinkerton, un álbum que originalmente fue un fracaso crítico y comercial. No obstante, Pinkerton es considerado uno de los álbumes emo más importantes de la década de 1990..

La música de The Promise Ring tomó un enfoque más lento, más suave y pop punk hacia los riffs, mezclándolos con la letra imagista del cantante Davey von Bohlen y tocando en los sótanos y salas de la organización Veterans of Foreign Wars. Jade Tree lanzó su álbum debut, 30° Everywhere, en 1996; vendió decenas de miles de copias y fue exitoso según estándares independientes. Greenwald describe el álbum como "como ser golpeado en la cabeza con algodón de azúcar". Otras bandas, como Karate, the Van Pelt, Joan of Arc y Shyness Clinic, tocaron música emo con influencias de post-rock y noise rock. Su hilo lírico común era "aplicar grandes preguntas a pequeños escenarios". Una de las piedras angulares de mediados de la década emo de 1990 fue el álbum de 1996 de Weezer, Pinkerton. Después del éxito principal del álbum debut homónimo de Weezer, Pinkerton mostró un estilo más oscuro y abrasivo. Las canciones de su líder, Rivers Cuomo, se centraron en el sexo desordenado y manipulador y su inseguridad sobre tratar con celebridades. Una decepción de crítica y comercial, Rolling Stone lo denominó el segundo peor álbum del año. Cuomo se retiró del centro mediático, luego se refirió al álbum como "horrible" y "un error enormemente doloroso". Sin embargo, Pinkerton encontró una atracción perdurable entre los jóvenes que descubrían el rock alternativo e identificados con sus letras confesionales y el tema del rechazo. Las ventas crecieron constantemente debido al boca a boca, los foros de mensajes en línea y Napster. "Aunque nadie estaba prestando atención", escribe Greenwald, "quizás porque nadie estaba prestando atención, Pinkerton se convirtió en el álbum emo más importante de la década". En 2004, James Montgomery de MTV describió a Weezer como "la banda más importante de los últimos 10 años". El éxito de Pinkerton creció muy gradualmente, siendo certificado por la RIAA en julio de 2001 y finalmente certificado por la RIAA en septiembre de 2016.
A mediados de la década de 1990, el emo fue encarnado por Mineral, cuyo The Power of Failing (1997) y EndSerenading (1998) encapsulaban tropos emo: música sombría, acompañada de un tímido narrador que cantaba seriamente sobre problemas mundanos. Greenwald llamó "If I Could", la máxima expresión de los emo de mediados de los 90. La breve sinopsis de la canción; ella es hermosa, soy débil, tonta y tímida, estoy sola pero sorprendentemente poética cuando me olvido de todo lo que los admiradores de emo admirados y sus detractores detestados". Otra banda importante fue Braid, cuyo álbum de 1998, Frame and Canvas y la canción B "Forever Got Shorter", difuminaron la línea entre la banda y el oyente; el grupo reflejó su audiencia en pasión y sentimiento, y cantó en la voz de sus fanes.
Aunque a mediados de la década de 1990 el emo tenía miles de fanes jóvenes, no entró en la conciencia nacional. A algunas bandas se les ofrecieron contratos con las principales discográficas, pero la mayoría se disolvió antes de que pudieran capitalizar la oportunidad. Jimmy Eat World firmó con Capitol Records en 1995 y desarrolló seguidores con su álbum, Static Prevails, pero aún no llegó a la corriente mainstream. The Promise Ring fue la banda emo más exitosa comercialmente de la época, con ventas de su álbum de 1997 Nothing Feels Good alcanzando decenas de miles de copias despachadas. Greenwald llamó al álbum "el pináculo de su generación emo: una convergencia del pop y el punk, de la resignación y la celebración, del atractivo de las novias y la atracción de amigos, compañeros de banda y el camino"; el emo de mediados de la década de 1990 era "la última subcultura hecha de vinilo y papel en lugar de plástico y megabytes".

### 1997-2002: incremento de la popularidad

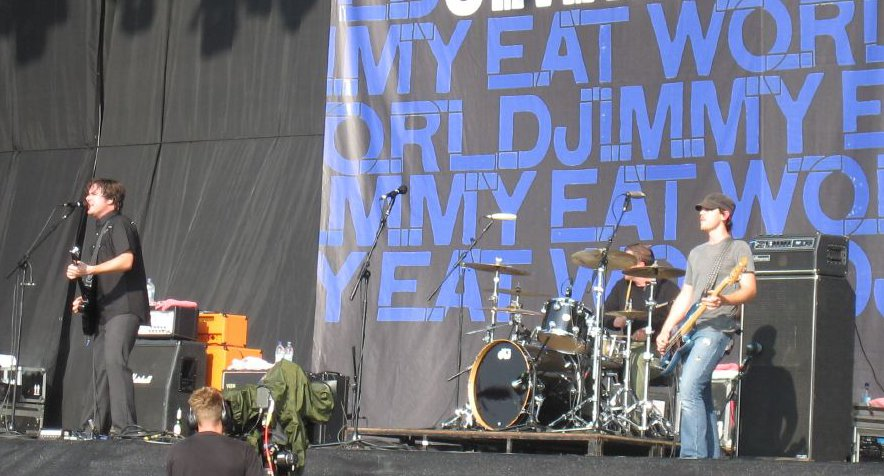
Jimmy Eat World actuando en 2007.

La popularidad del emo creció durante la década de 1990, sentando las bases para el éxito mainstream. Deep Elm Records lanzó una serie de once álbumes recopilatorios, The Emo Diaries, de 1997 a 2007. Enfatizando la música inédita de muchas bandas, la serie incluía bandas como Jimmy Eat World, Further Seems Forever, Samiam y The Movielife. El álbum de Jimmy Eat World de 1999, Clarity, fue un hito para las bandas emo posteriores. En 2003, Andy Greenwald describió a Clarity como "uno de los discos de rock 'n' roll más ferozmente amados de la última década". A pesar de una cálida recepción crítica y la promoción de "Lucky Denver Mint" en la comedia de Drew Barrymore Never Been Kissed, Clarity no tuvo éxito comercial inmediato. Sin embargo, el álbum tuvo una constante popularidad de boca en boca y finalmente vendió más de 70 000 copias. Jimmy Eat World autofinanció su siguiente álbum, Bleed American (2001), antes de firmar con Dreamworks Records. El álbum vendió 30 000 copias en su primera semana, se convirtió en oro poco después y se convirtió en platino en 2002, poniendo al emo se en la escena mainstream.
Drive-Thru Records (fundada en 1996) desarrolló una lista de bandas principalmente pop punk con características emo, incluyendo Midtown, The Starting Line, The Movielife y Something Corporate. La asociación de Drive-Thru con MCA Records permitió que su marca de pop con influencias emo llegara a un público más amplio. El mayor éxito inicial de la etiqueta fue New Found Glory, cuyo álbum homónimo de 2000 alcanzó el número 107 en la lista Billboard 200 y el sencillo "Hit or Miss" alcanzó el número 15 en la lista de canciones alternativas. El enfoque capitalista de la música de Drive-Thru, descaradamente populista, permitió que los álbumes y la mercadería de sus bandas se vendieran en tiendas como Hot Topic.
El sello independiente Vagrant Records firmó varias exitosas bandas emo de finales de los 90 y principios de los 2000. The Get Up Kids había vendido más de 15 000 copias de su álbum debut, Four Minute Mile (1997), antes de firmar con Vagrant. El sello los promovió agresivamente, enviándolos en las giras de Green Day y Weezer. Su álbum de 1999, Something to Write Home About, alcanzó el número 31 en la lista de Top Heatseekers de Billboard. Vagrant firmó y grabó una serie de otras bandas relacionadas con emo en los próximos dos años, incluyendo The Anniversary, Reggie and the Full Effect, The New Amsterdams, Alkaline Trio, Saves the Day, Dashboard Confessional, Hey Mercedes y Hot Rod Circuit. Saves the Day había desarrollado un seguimiento sustancial en la costa este y vendió casi 50 000 copias de su segundo álbum, Through Being Cool (1999), antes de firmar con Vagrant y lanzar Stay What You Are (2001). Stay What You Are vendió 15 000 copias en su primera semana, alcanzó el número 100 en el Billboard 200 y vendió al menos 120 000 copias en los Estados Unidos. La canción de la banda blink-182 "Adam's Song" se considera una canción emo. La canción, que proviene del álbum cinco veces platino de blink-182 de 1999, Enema of the State, alcanzó el número dos en la lista de canciones alternativas el 29 de abril de 2000.
Vagrant organizó una gira nacional con cada banda en su sello, patrocinada por corporaciones como Microsoft y Coca-Cola, durante el verano de 2001. Su enfoque populista y el uso de Internet como herramienta de marketing la convirtieron en una de las discográficas más exitosas del país y ayudó a popularizar la palabra "emo". Según Greenwald, "más que cualquier otro evento, fue Vagrant America que definió emo a las masas, principalmente porque tenía el impulso de salir a la carretera y llevárselas". Weezer regresó a principios de la década de 2000 con un sonido influenciado por la música pop. Cuomo se negó a tocar canciones de Pinkerton, calificándolas de "feas" y "embarazosas". Weezer lanzó su «álbum verde» en 2001. The Green Album fue descrito como emo pop por AllMusic y el álbum fue certificado como platino por la RIAA el 13 de septiembre de 2001. Desde agosto de 2009, el «álbum verde» de Weezer ha vendido 1,6 millones de copias.

### 2002-2010: éxito comercial
El emo irrumpió en los medios de comunicación durante el verano de 2002. Durante este tiempo, muchos fanes de la música emo tenían una apariencia de pelo corto, teñido de negro con flequillo cortado en la frente, gafas con marcos gruesos y negros y ropa de tiendas de segunda mano. Esta moda se convirtió en una gran parte de la identidad de emo. El álbum estadounidense Jimmy Eat World Bleed American fue disco de platino por la fuerza de "The Middle", que encabezó la lista de canciones alternativas de Billboard. El éxito principal logrado por Jimmy Eat World allanó el camino para la música emo pop que aparecería durante el resto de la década de 2000, con el emo pop convirtiéndose en un estilo muy común de la música emo durante la década de 2000. Después de lanzar su Green Album en 2001, Weezer lanzó otro álbum en 2002 llamado Maladroit. Maladroit fue certificado oro por la RIAA 31 días después de su lanzamiento. La banda Dashboard Confessional llegó al éxito comercial, impulsado por el guitarrista y vocalista principal, Chris Carrabba, que también es conocido por crear algunas canciones acústicas. Dashboard Confessional originalmente era un proyecto paralelo y Carrabba también era miembro de la banda emo Further Seems Forever. Carrabba también fue miembro de Vacant Andys, una banda de punk rock que Carraba ayudó a fundar en 1995. El álbum de Dashboard Confessional The Places You Have Come to Fear the Most llegó al número 5 en la lista de álbumes independientes. Dashboard Confessional fue el primer artista que no vendió platino en grabar un episodio de MTV Unplugged. El MTV Unplugged 2.0 (2002) fue certificado platino por la RIAA el 22 de mayo de 2003, encabezó la lista de álbumes independientes y, hasta el 19 de octubre de 2007, vendió 316 000 copias. Con el éxito general de Dashboard Confessional, Carrabba apareció en la portada de la revista Spin y según Jim DeRogatis, "se ha convertido en la 'cara del emo' en la que Moby fue considerado el principal exponente del techno o Kurt Cobain se convirtió en el príncipe heredero del grunge". Tres de los álbumes de estudio de Dashboard Confessional, The Places You Have Come to Fear the Most (2001), A Mark, a Mission, a Brand, a Scar (2003), y Dusk and Summer (2006), todos fueron certificados por la RIAA a mediados de la década de 2000. A partir del 19 de octubre de 2007, The Places You Have Come to Fear The Most ha vendido 599 000 copias. A 19 de octubre de 2007, Dusk and Summer y A Mark, a Mission, a Brand, a Scar vendieron 512 000 copias y 901 000 copias en los Estados Unidos, respectivamente. A 19 de octubre de 2007, el álbum debut del Dashboard Confessional The Swiss Army Romance (2000) vendió 338 000 copias. Las canciones de Dashboard Confessional "Stolen" y "Do Not Wait" alcanzaron el número 44 en el Billboard Hot 100 el 19 de mayo de 2007 y el número 80 en el Billboard Hot 100 en 2006, respectivamente. El álbum de New Found Glory, Sticks and Stones, debutó en el número cuatro de la lista Billboard 200. El álbum de The Get Up Kids On the Wire, alcanzó el número 57 en la lista Billboard 200 y el número tres en la lista Top Independent Albums. Su álbum de 2004, Guilt Show, alcanzó el puesto número 58 en el Billboard 200. El 10 de agosto de 2003, The New York Times informó cómo, "desde los lamentos de tres acordes de Alkaline Trio a los gritos folk de Bright Eyes, hasta el erudito pop-punk de Brand New, pasando por los himnos entrópicos de Thursday, mucha de la música rock más emocionante aparecía en el género emo".
Saves the Day fueron de gira con Green Day, blink-182 y Weezer, tocando en grandes escenarios como el Madison Square Garden. Saves the Day se presentó en Late Night with Conan O'Brien, apareció en la portada de Alternative Press y tenía videos musicales para "At Your Funeral" y "Freakish" en MTV2. Taking Back Sunday lanzó su álbum debut, Tell All Your Friends, mediante Victory Records en 2002. El álbum le dio a la banda un sabor de éxito en la escena emo con sencillos como "Cute Without the 'E' (Cut from the Team)" y "You're So Last Summer". Inicialmente en el número 183 del Billboard 200, Tell All Your Friends finalmente recibió el certificado de oro de la RIAA en 2005 y es considerado uno de los álbumes más influyentes del emo. A 8 de mayo de 2009, Tell All Your Friends vendió 790 000 copias. Aparecieron artículos sobre Vagrant Records en Time y Newsweek, y la palabra "emo" se convirtió en un término general para la música pop no convencional.

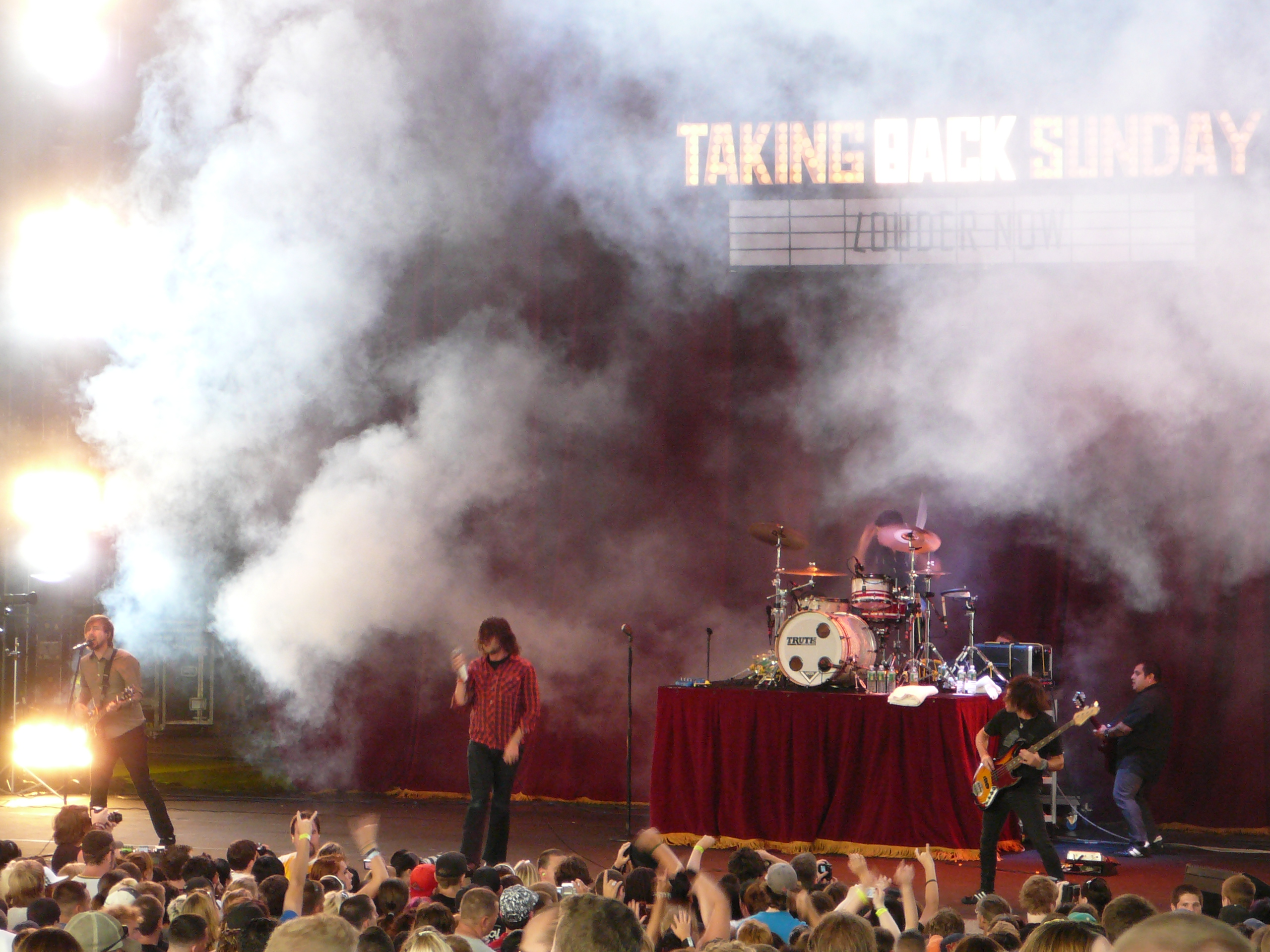
Taking Back Sunday actuando el 24 de agosto de 2007.

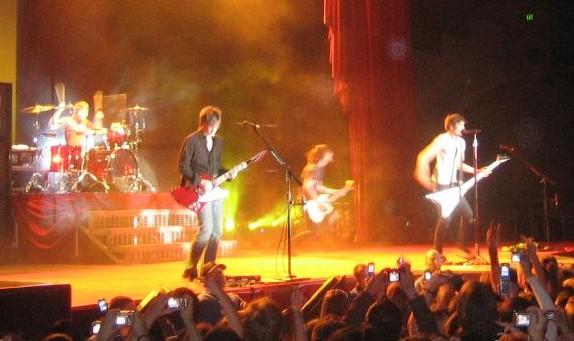
The All-American Rejects actuando el 4 de diciembre de 2006.

A raíz de este éxito, muchas bandas de emo se suscribieron a las principales discográficas y el género se hizo comercial. Según el representante senior de A&R de Dreamworks Records, Luke Wood, "La industria realmente ve a emo como el nuevo rap rock, o el nuevo grunge. No creo que nadie esté escuchando la música que se está haciendo, están pensando en cómo van a aprovechar la popularidad del sonido en el comercio minorista". La naturaleza apolítica del emo, la música pegadiza y los temas accesibles tenían un gran atractivo para una audiencia joven y convencional. Las bandas emo que surgieron en la corriente mainstream durante este tiempo fueron rechazadas por muchos fanes de la música emo antigua. Como el emo continuó siendo mainstream, se hizo bastante común que las bandas emo tuvieran cabello negro y llevaran delineador de ojos. Taking Back Sunday tuvo éxito continuo en los siguientes años, con su álbum de 2004 Where You Want To Be llegando al número tres en el Billboard 200 y siendo certificado por la RIAA en julio de 2005. El álbum, desde el 17 de febrero de 2006, vendió más de 700 000 copias en los Estados Unidos, según Nielsen SoundScan. El segundo sencillo de Where You Want To Be, "This Photograph is Proof (I Know You Know)", apareció en la banda sonora de Spider-Man 2. El álbum de la banda en 2006, Louder Now, alcanzó el número dos en el Billboard 200, recibió el certificado de oro de la RIAA poco menos de dos meses después de su fecha de lanzamiento, y, desde el 8 de mayo de 2009, vendió 674 000 copias. El álbum homónimo de All-American Rejects fue certificado como platino por la RIAA; "Swing, Swing", una canción del álbum, alcanzó el número 60 en el Billboard Hot 100. Su álbum Move Along fue certificado doble platino por la RIAA; su sencillo, "Dirty Little Secret", alcanzó el número nueve en el Billboard Hot 100 y fue certificado platino por la RIAA. El álbum de 2002 de la banda punk pop canadiense Simple Plan, No Pads, No Helmets... Just Balls fue certificado doble platino por la RIAA y Music Canada; su álbum de 2004, Still Not Getting Any..., fue certificado platino por la RIAA y cuádruple platino por Music Canada. El álbum de Hawthorne Heights, The Silence in Black and White, vendió 929 000 copias en los Estados Unidos y la canción del álbum, "Ohio Is for Lovers", ha sido descrita como "el himno emo". El álbum de Hawthorne Heights 2006 If Only You Were Lonely vendió 114 000 copias en su primera semana de lanzamiento. En noviembre de 2007, el guitarrista de Hawthorne Heights Casey Calvert murió a la edad de 25 años.

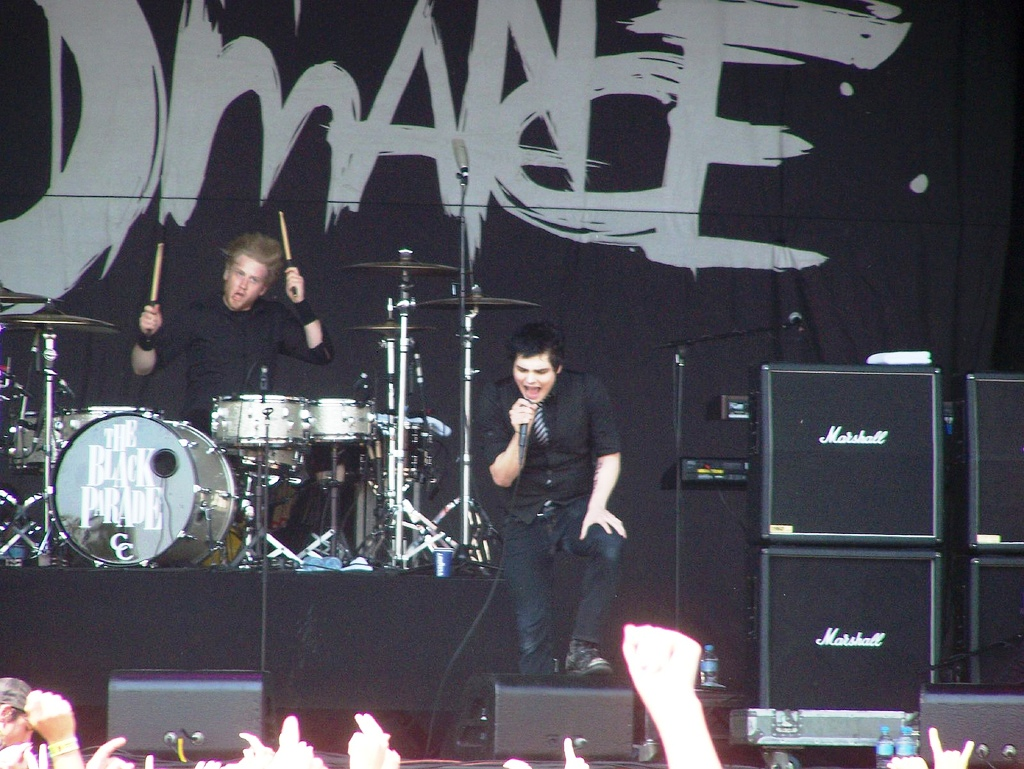
My Chemical Romance

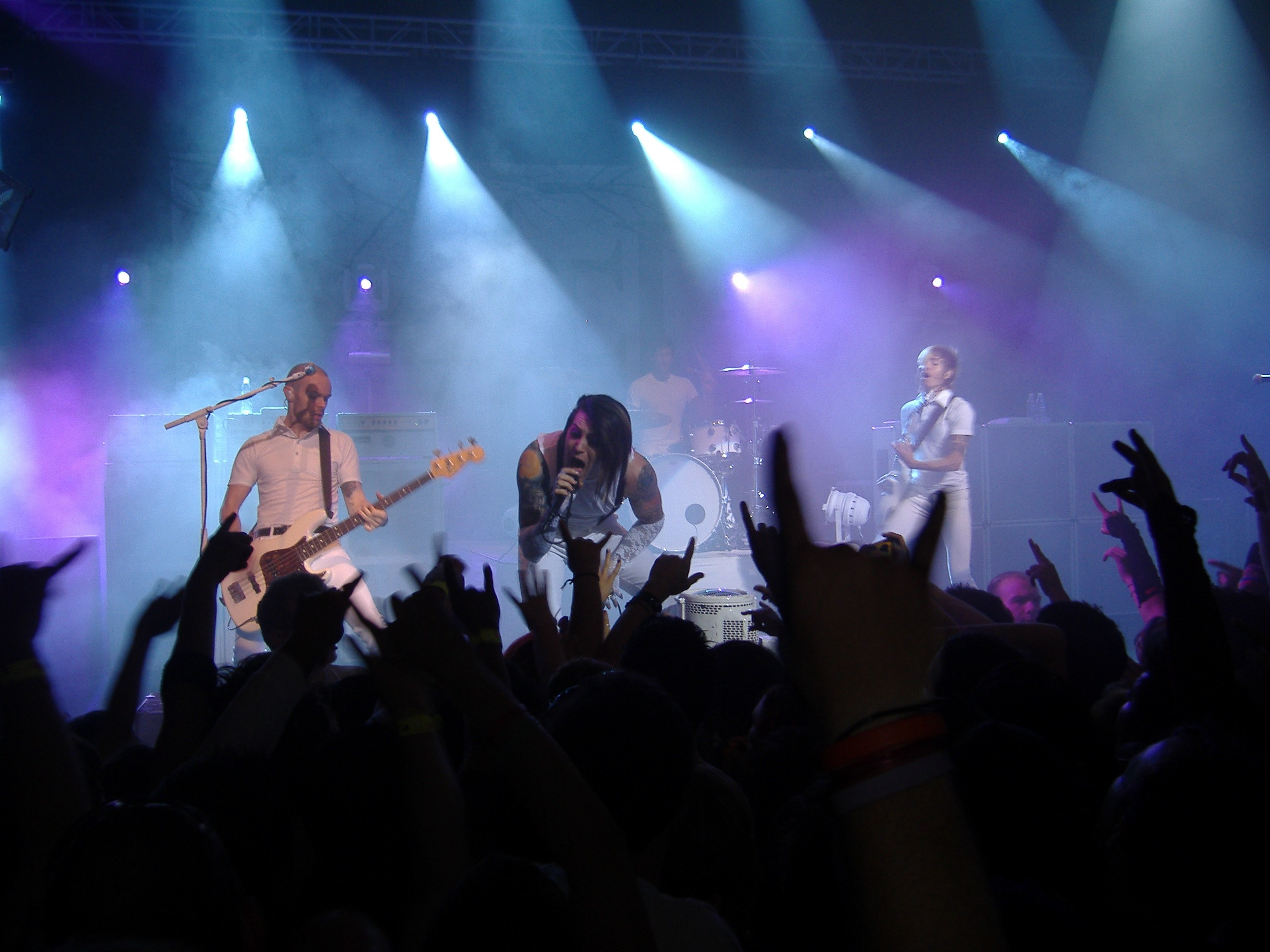
Concierto de AFI en julio de 2006

Otras bandas emo que alcanzaron el éxito principal durante la década de 2000 incluyeron a My Chemical Romance, Fall Out Boy, AFI, Relient K, Plain White T, The Red Jumpsuit Apparatus, Boys Like Girls, Panic! at the Disco y Paramore. My Chemical Romance llegó al mainstream con su álbum de 2004 Three Cheers for Sweet Revenge. My Chemical Romance es conocido por su aspecto emo influenciado por el gótico y la creación de álbumes conceptuales y óperas rock. Three Cheers for Sweet Revenge fue certificada platino por la RIAA en 2005. El éxito de la banda continuó con su tercer álbum, The Black Parade, que vendió 240 000 copias en su primera semana de lanzamiento y fue certificado platino por la RIAA en menos de un año. El álbum de Fall Out Boy, From Under the Cork Tree, vendió 2,7 millones de copias en los Estados Unidos. El álbum de la banda, Infinity on High, encabezó el Billboard 200, vendió 260 000 copias en su primera semana de lanzamiento y vendió 1,4 millones de copias en los Estados Unidos. "Sugar, We're Goin' Down" llegó al número ocho en el Billboard Hot 100, y "Dance, Dance" alcanzó el número nueve en la lista. Además, la canción de Fall Out Boy "Thnks fr th Mmrs" llegó al número 11 en el Billboard Hot 100. El álbum de Panic! at the Disco, A Fever You Can not Sweat Out, fue certificado doble platino por la RIAA; su sencillo, "I Write Sins Not Tragedies", alcanzó el número siete en el Billboard Hot 100 y fue certificado cuádruple platino por la RIAA. Panic! at the Disco son conocidos por combinar emoción con electrónica y su álbum A Fever You Can not Sweat Out es un álbum emo con elementos de dance-punk y pop barroco. Los sencillos de Boys Like Girls "Hero / Heroine", "The Great Escape" y "Thunder" fueron certificados como oro o platino por la RIAA. "Face Down" de Red Jumpsuit Apparatus llegó al número 24 en el Billboard Hot 100 y su álbum, Don't You Fake It, vendió 852 000 copias en los Estados Unidos. Los álbumes de AFI Sing the Sorrow y Decemberunderground fueron certificados como platino por la RIAA, y Decemberunderground llegó al primer puesto en Billboard 200. La canción de AFI "Miss Murder" alcanzó el puesto 24 en el Billboard Hot 100 el 24 de junio de 2006. La canción de AFI "Love Like Winter" alcanzó el puesto número 68 en el Billboard Hot 100 el 13 de enero de 2007. Las canciones de Relient K "Who I Am Odies Who I've Been" y "Be My Escape" alcanzaron el puesto 58 en el Billboard Hot 100 en 2006 y el número 82 en el Billboard Hot 100 en 2005, respectivamente. "Who I Am Hates Who I've Been" y "Be My Escape" obtuvieron el certificado de oro por la RIAA en febrero de 2006 y octubre de 2005, respectivamente. El álbum de Relient K, Mmhmm, fue certificado por la RIAA el 15 de julio de 2005. El álbum de Relient K, Two Lefts Don't Make a Right...but Three Do fue certificado por la RIAA el 21 de marzo de 2005. El álbum de Relient K de 2001 The Anatomy of the Tongue in Cheek fue certificada de oro por la RIAA el 26 de junio de 2006. Plain White T llegó al éxito con su álbum de 2006 Every Second Counts. Lanzado el 12 de septiembre de 2006, Every Second Counts recibió el certificado de oro de la RIAA el 3 de julio de 2007. Cuatro canciones de Plain White T estuvieron en la lista Billboard Hot 100 durante la década de 2000, incluida la canción "Hey There Delilah", que alcanzó su punto máximo 1 en la tabla el 28 de julio de 2007. El álbum de Paramore, Riot!, fue certificado doble platino por la RIAA; su canción, "Misery Business", alcanzó su punto máximo en el número 26 en el Billboard Hot 100 y fue certificada triple platino por la RIAA.

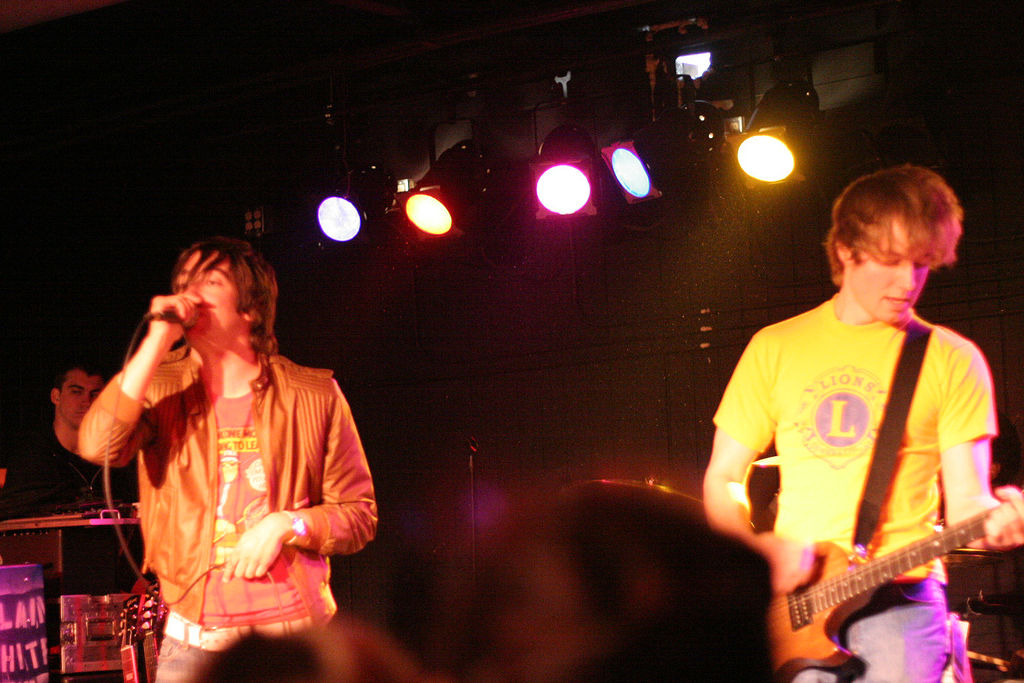
Banda emo Plain White T's

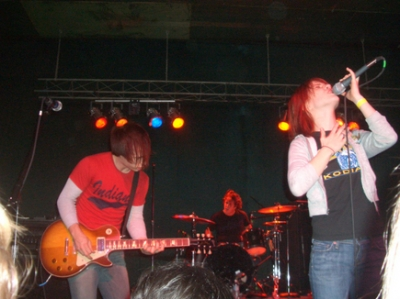
Paramore tocando en vivo en enero de 2006

Un estilo de emo más oscuro y agresivo también se estaba haciendo popular. Thursday, con sede en Nueva Jersey, firmó un contrato multimillonario y multi-álbum con Island Def Jam después de que su álbum de 2001, Full Collapse, alcanzara el número 178 en el Billboard 200. Su música era más política y carecía de giros pop e himnos, influenciados por The Smiths, Joy Division y The Cure. Sin embargo, la accesibilidad de la banda, las raíces del show de sótano y la gira con Saves the Day los hicieron parte del movimiento emo. El álbum de Thursday de 2003, War All the Time, alcanzó el número siete en el Billboard 200. Hawthorne Heights, Story of the Year, Underoath y Alexisonfire, cuatro bandas que aparecen frecuentemente en MTV, han popularizado el screamo. Otras bandas de screamo incluyen Silverstein Senses Fail y Vendetta Red. Los álbumes de Underoath They're Only Chasing Safety (2004) y Define the Great Line (2006) fueron certificados como oro por la RIAA. El álbum homónimo de The Used (2002) recibió el certificado de oro de la RIAA el 21 de julio de 2003. El álbum homónimo de The Used, desde el 22 de agosto de 2009, ha vendido 841 000 copias. El álbum In Love and Death (2004) de The Used fue certificado por la RIAA el 21 de marzo de 2005. In Love and Death, a 2 de enero de 2007, vendió 689 000 copias en los Estados Unidos, según Nielsen SoundScan. El álbum de The Used Lies for the Liars (2007) vendió 322 000 copias, según Nielsen SoundScan. La canción "The Bird and the Worm" de The Used llegó al número 7 en la tabla Bubbling Under Hot 100 el 23 de junio de 2007. El 7 de julio de 2007, "The Bird and the Worm" alcanzó el número 9 en la tabla Alternative Songs. Cuatro álbumes de Alexisonfire fueron certificados oro o platino en Canadá.

### 2010: Declive y resurgimientounderground
Durante la década de 2010, la popularidad de emo comenzó a disminuir. Algunas bandas se separaron o se alejaron de sus raíces emo; el álbum de My Chemical Romance, Danger Days: The True Lives of the Fabulous Killjoys, tiene un estilo pop punk tradicional. Paramore y Fall Out Boy abandonaron el género emo con sus álbumes de 2013, Paramore y Save Rock and Roll, respectivamente. Fall Out Boy se movió a un estilo de música pop y Paramore se mudó a un estilo influenciado por la new wave. Panic! at the Disco se alejó de sus raíces emo pop a un estilo synth-pop en Too Weird to Live, Too Rare to Die!. Muchas bandas (incluyendo My Chemical Romance, Alexisonfire, y Thursday) se separaron, lo que generó inquietudes sobre la viabilidad del género.
Mientras tanto, en la década de 2010, surgió un renacimiento de emo principalmente underground, aprovechando el sonido y la estética de los emo de la década de 1990. Los artistas asociados con este movimiento incluyen Modern Baseball, The World Is a Beautiful Place & I Am No Longer Afraid to Die, A Great Big Pile of Leaves, Pianos Become the Teeth, Empire! Empire! (I Was a Lonely Estate), Touché Amoré, Into It. Over It., y the Hotelier. Mientras que muchas bandas de emo de 2010 se basan en el sonido y la estética de los emo de la década de 1990, los elementos hardcore del punk se utilizan de manera constante en las bandas emo de la década de 2010, como Title Fight y Small Brown Bike.

## Subgéneros

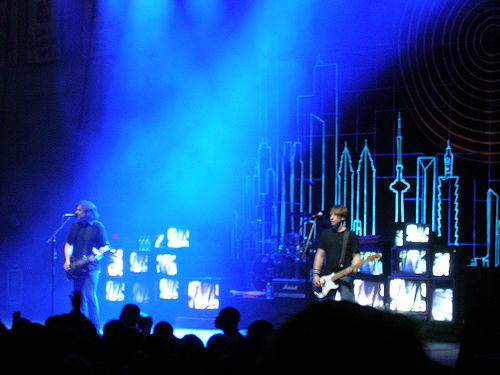
Festival emo en Washington D. C.

### Screamo
El término «screamo» se aplicó inicialmente a una rama agresiva de emo que se desarrolló en San Diego en 1991 y utilizó canciones cortas que injertan "intensidad espástica a deliberadamente disonancia y dinámica experimental". Screamo es una forma disonante de emo influenciada por el hardcore punk, con instrumentos típicos de rock y destaca por canciones cortas, ejecución caótica y voces que gritan.
El género es "generalmente basado en el lado agresivo de la escena punk-revival general". Comenzó en el Ché Café con grupos como Heroin, Antioch Arrow, Angel Hair, Mohinder, Swing Kids y Portraits of Past. Fueron influenciados por la escena post-hardcore de Washington D. C. (particularmente Fugazi y Nation of Ulysses), el straight edge, el grupo de Chicago Articles of Faith, la banda hardcore-punk Die Kreuzen y bandas de post-punk y rock gótico como Bauhaus. I Hate Myself es una banda descrita como "una piedra angular del género 'screamo'" por el autor Matt Walker: "Musicalmente, I Hate Myself se basaba en ser muy lento y deliberado, con agudos contrastes entre segmentos silenciosos, casi meditativos, que desgarran ruidosamente y porciones pesadas impulsadas por el grito de marea de Jim Marburger".
The Used, Thursday, Thrice y Poison the Well, que se formaron en los Estados Unidos a fines de la década de 1990 y principios de la de 2000 y se mantuvieron activos a lo largo de la década de 2000, ayudaron a popularizar el screamo. Las bandas post-hardcore como Refused y At the Drive-In allanaron el camino para estas bandas. Las bandas screamo de la escena emo canadiense como Silverstein y Alexisonfire también surgieron en este momento. A mediados de la década de 2000, la saturación de la escena screamo causó que muchas bandas se expandieran más allá del género e incorporaran elementos más experimentales. Las bandas que no eran screamo usaban el estilo vocal gutural característico del género.
Jeff Mitchell, del Iowa State Daily, escribió: "No hay una definición establecida de cómo suena el screamo, pero gritando una vez, un sonido ensordecedor y ruidoso y, de pronto, líneas de guitarra melódicas y tranquilas es un tema comúnmente relacionado con el género".

### Emo pop
El emo pop es un subgénero del emo que toma influencias de  la música pop y principalmente del pop punk. AllMusic describe el emo pop como una mezcla de "angustia juvenil" con "producción ingeniosa" y atracción dominante, utilizando "melodías agudas, guitarras rítmicas y letras relacionadas con la adolescencia, las relaciones y la angustia". The Guardian describió el emo pop como una mezcla entre "boy-band pop con sacarina" y emo.
El emo pop se desarrolló durante la década de 1990. Bandas como Jawbreaker y Samiam son conocidos por formular el estilo emo pop punk. Según Nicole Keiper de CMJ New Music Monthly, el álbum Building (1996) de Sense Field empujó a la banda "al campo emo-pop con personajes como the Get Up Kids y Jejune". Como el emo se convirtió en un éxito comercial a principios de la década de 2000, el emo pop se hizo popular con el álbum Bleed American de Jimmy Eat World en 2001 y el éxito de su sencillo "The Middle". Jimmy Eat World, the Get Up Kids y the Promise Ring también son primeras bandas emo pop. El estilo emo pop del álbum de Jimmy Eat World, Clarity influyó en el emo posterior. El álbum de 1998 de la banda emo Braid Frame & Canvas ha sido descrito como emo pop por Blake Butler de AllMusic, quien le dio cuatro estrellas de cinco posibles al álbum y escribió que Frame & Canvas "es uno de los mejores esfuerzos de Braid". El emo pop se convirtió en un éxito a finales de 1990, con su popularidad en aumento a principios de la década de 2000. The Get Up Kids vendió más de 15 000 copias de su álbum debut, Four Minute Mile (1997), antes de firmar con Vagrant Records. El sello los promovió, enviándolos en giras para telonear a Green Day y Weezer. Su álbum de 1999, Something to Write Home About, alcanzó el número 31 en la lista de Top Heatseekers de Billboard. A 2 de mayo de 2002, Something to Write Home About había vendido 134 000 copias en los Estados Unidos, según Nielsen SoundScan.
A medida que se fusionó el emo pop, el sello Fueled by Ramen se convirtió en el centro del movimiento y firmó a Fall Out Boy, Panic! at the Disco y Paramore (todos ellos tuvieron éxito). Dos escenas regionales se desarrollaron: la escena de Florida fue creada por Fueled by Ramen; el emo-pop del medio oeste fue promovido por Pete Wentz, cuyo Fall Out Boy saltó al frente del estilo a mediados de la década de 2000. Cash Cash lanzó Take It to the Floor (2008); según AllMusic, podría ser "la declaración definitiva del emo-pop, deslumbrante y libre de contenido... La transformación del emo en la expresión de sensaciones intensamente sentidas, arrancadas de la garganta, tocadas por bandas influenciadas directamente del post-punk y hardcore al pop amigable de Day-Glo con los centros comerciales interpretado por niños que se ven tan auténticos como los "punks" en un viejo episodio de Quincy en los años 70 se hizo bastante completo". You Me at Six lanzó su álbum debut en 2008, Take Off Your Colors, descrito por Jon O'Brien de AllMusic como "seguir el manual 'emo-pop para dummies' palabra por palabra". El álbum fue certificado de oro en el Reino Unido.